# Goniolimon tataricum
Goniolimon tataricum är en triftväxtart som först beskrevs av Carl von Linné, och fick sitt nu gällande namn av Pierre Edmond Boissier. Goniolimon tataricum ingår i släktet Goniolimon och familjen triftväxter. Inga underarter finns listade i Catalogue of Life.

## Bildgalleri

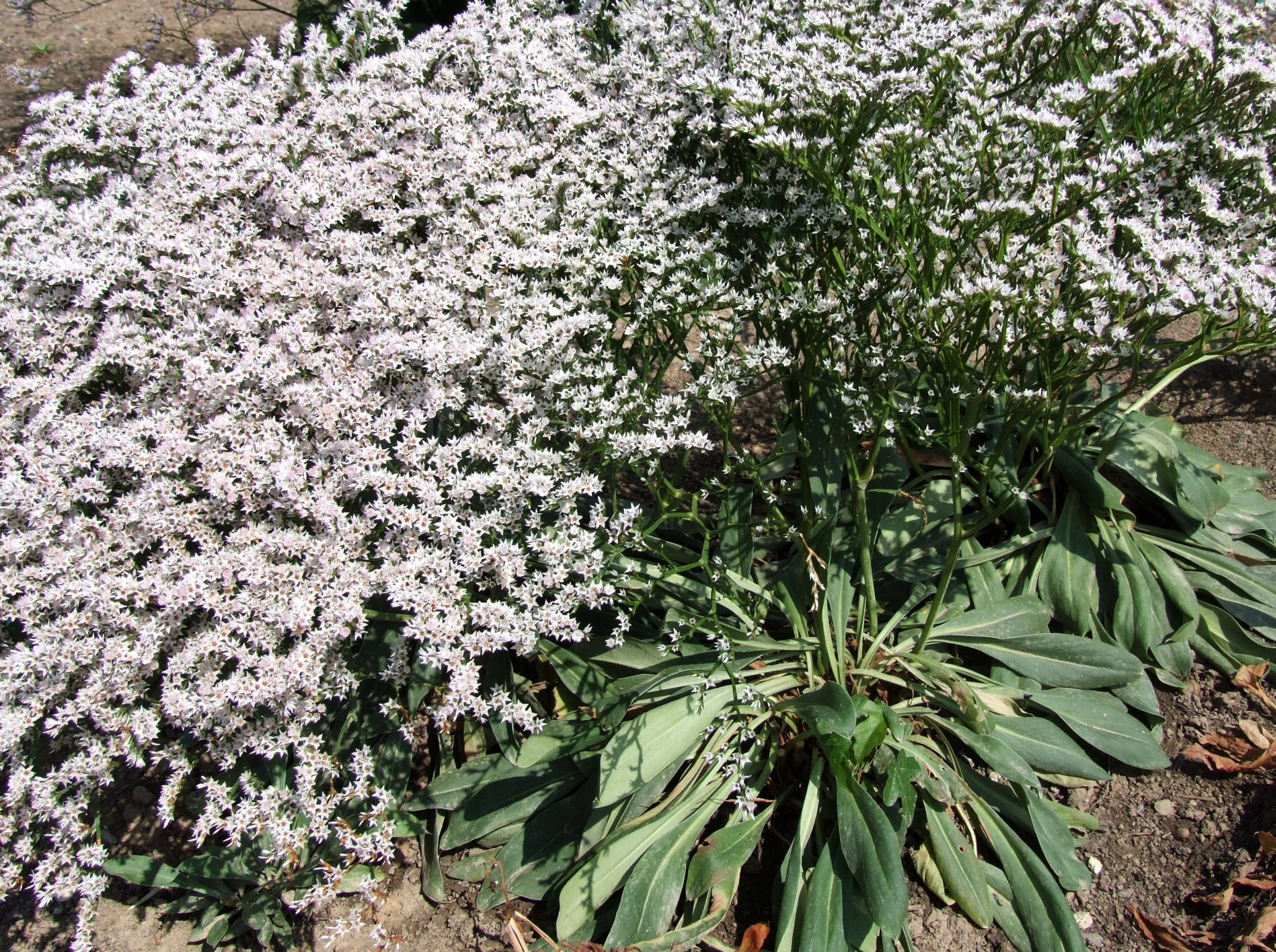
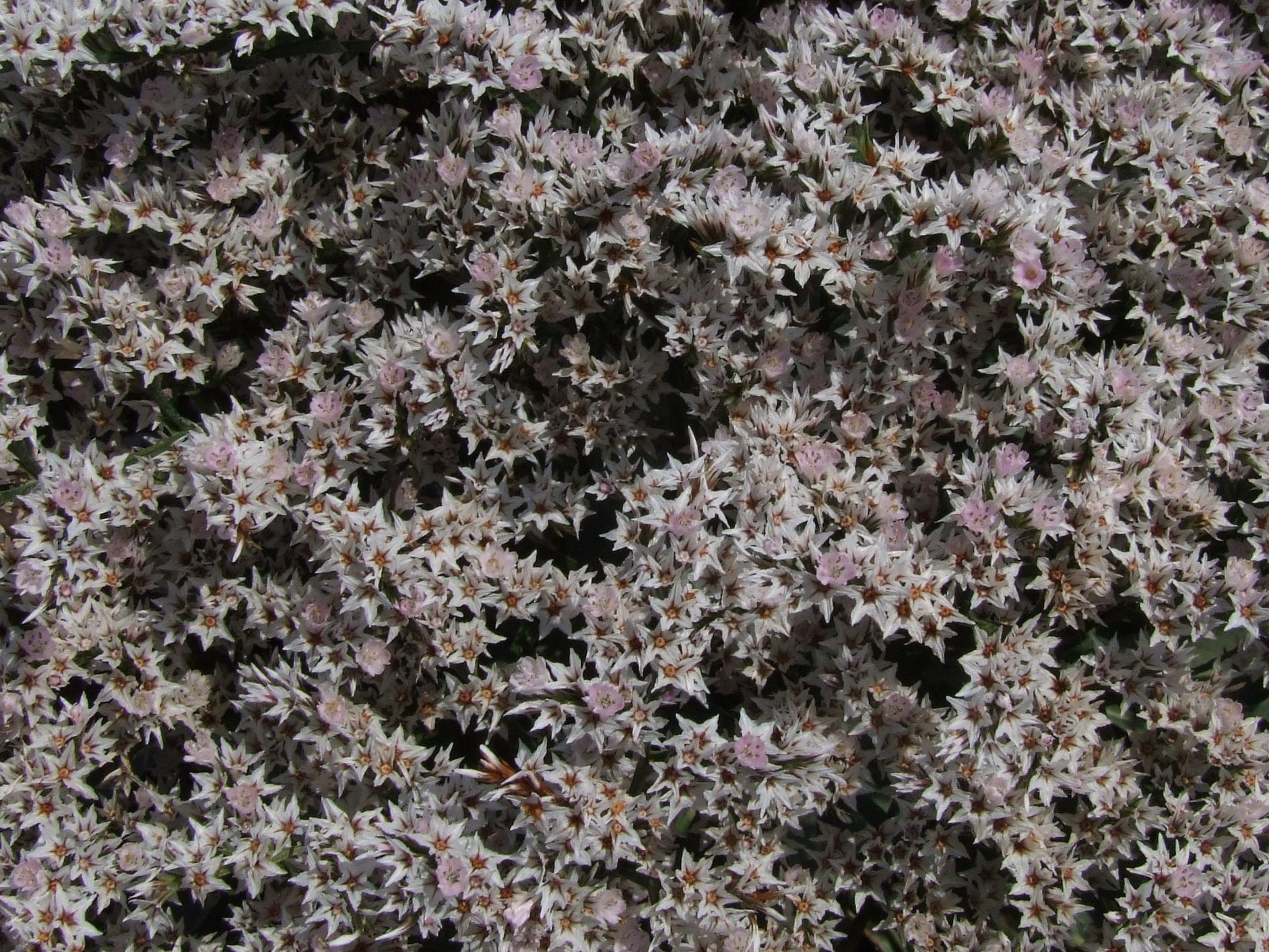
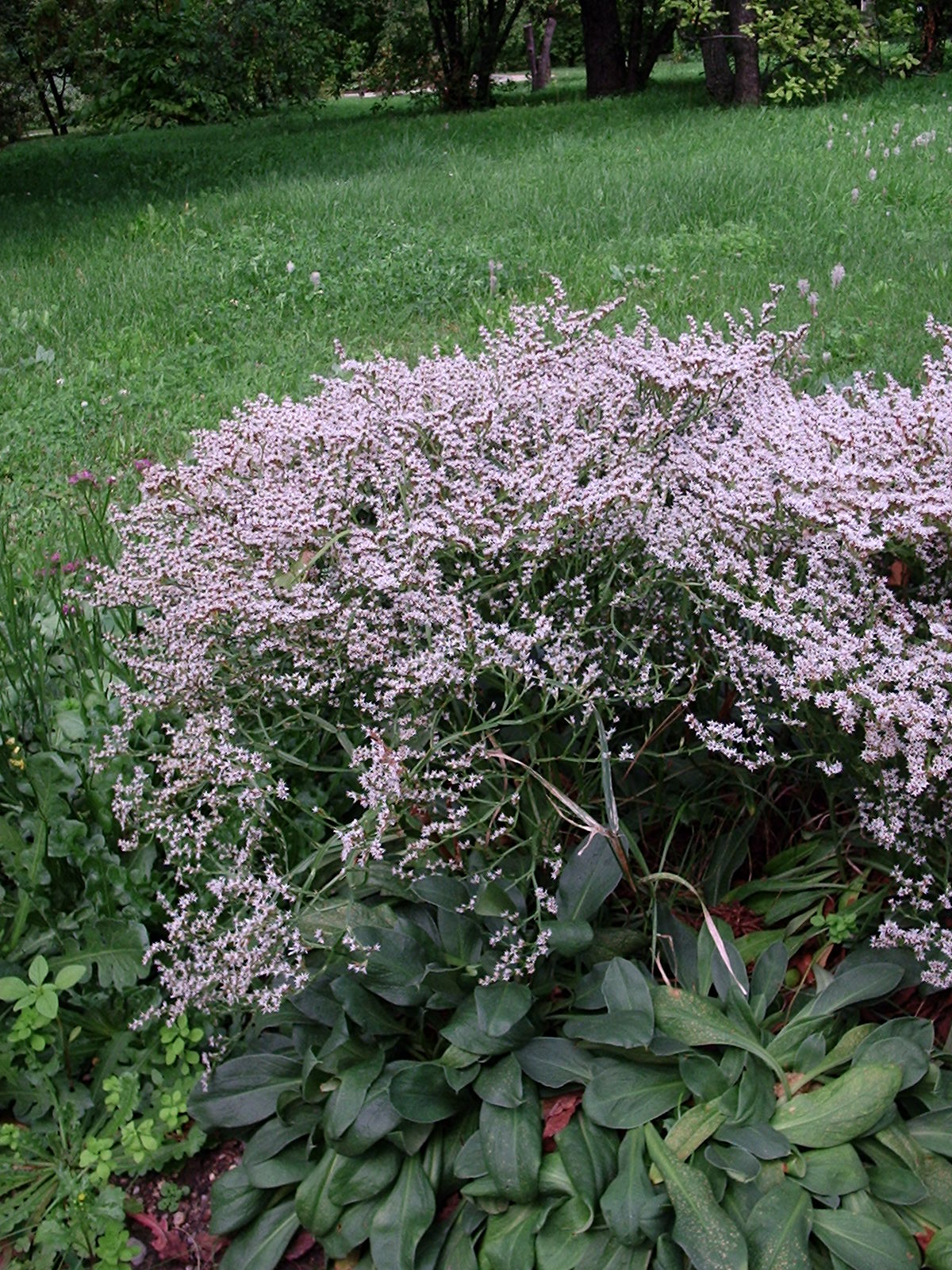